# تل العبر
تل العبر هو تل أثري يقع في منطقة الفرات الأوسط في سوريا.

## التنقيب
أسفرت التنقيبات الأثرية في منطقة الفرات الأوسط في سورية عن اكتشاف نواة قرية نيوليتية تعود إلى العصر الحجري الحديث وحدد تاريخ الوقع ب 10 آلاف سنة قبل الميلاد حيث استوطن الإنسان السوري القديم وصنع أول الحضارات البشرية في هذه المنطقة وهي أول مناطق الزراعة في العالم القديم.

## مواصفات الموقع
ويشكل الموقع منشأة ضخمة على شكل بيت دائري قطره 2م وقد حفر في الأرض بعمق المترين. وشكلت مصطبة لها سندات ببلاطات كلسية اصطفت على شكل أنصاف أقواس. وحفرت عليها أشكال حيوانية وهندسية بشكل غائر ونافر. وتداخلت هذه البلاطات المنحوتة بشكل وأعمدة حجرية طليت بالطين وكسيت بالكلس بطريقة فنية لم تظهر قبلا في المواقع النيوليتية. كما ظهرت أرضية كلسية زخرفت ببعض الخطوط الغائرة والملساء ووضعت تحتها طبقة طينية قاسية بالحجارة النهرية رصفت تحتها طبقة من الحجارة النهرية. أما حفرة البيت فقد طليت جدرانها بطينة من التراب الذي نقشت عليه رسوم بواسطة أصابع الأيدي وخطوط استدارت على محيط الدائرة.

## اللقى الأثرية
وعثر أيضًا على العديد من اللوحات منها لوحة على شكل تمساح نحت بشكل نافر وبدقة عالية وإطارات زخرفية متشابكة لتشكل التأطير العام للوحة. وأخرى تمثل سلسلة من الجبال يقطعها نهر الفرات. ونقش لغزال بشكل تجريدي. وموقع هذه اللوحة في مركز البيت وبين العمودين الطينيين. ويعتبر وجود هذه اللوحات دليلا على مكانة هذا البيت المرموقة.
وقد اكتشف في تل العبر الموقع نفسه ضمت المكتشفات واللقى جمجمة ثور وقرونه مدفونة ضمن المصطبة مما يدل على أن هذه المنشأة كانت مكانا لممارسة طقس شعائري ويخص عبادة الثور. الذي كانت صورته تمثل قوة فظة وغريزية وعنيفة انتشرت في الحضارات المدنية حتى العصر البرونزي الشرقي. كما رمز إلى الإخصاب وقوة العاصفة والقيمة الحربية. وعثر أيضًا ضمن هذه المنشأة على أدوات صوانية هامة كالبلطات والمثاقب و رؤوس السهام والأواني الكلسية البيضاء التي تعطي صورة واضحة عن حياة هذا الإنسان الاقتصادية والاجتماعية في منطقة الجزيرة السورية. وعلى بيوت دائرية بحجارة منحوتة على شكل طولاني مع حفر نارية وأرضيات طينية ومصاطب اكتشف بداخلها قرن ثور ضخم مدفون بشكل مرئي من ساكنيها ربما كان يراد من ذلك تأمين مقاومة هذه البيوت لأي دمار. وتكمن أهمية هذه اللوحات والرسوم التي ظهرت في موقع تل العبر في أنها إشارات لاقتصاد زراعي ظهر في وثائق معمارية وتقنية طقسية. تعبر عن أفكار الإنسان النيوليتي الذي عاش في مواقع كثيرة في الشمال السوري على الفرات.